# Quercus rugosa
Encino quiebra hacha (Quercus rugosa) es un árbol del género Quercus de la familia Fagaceae. Está clasificada en la sección Quercus (robles blancos de Europa, Asia y América del Norte). Llega a medir hasta 8 m, sus hojas son elíptico-obovadas y una copa arbórea redonda. Es una especie endémica de México que se distribuye a lo largo de la Sierra Madre Occidental y los estados el centro del país. Habita en climas templados y subhúmedos. Se utiliza principalmente como leña y la transformación de carbón. 

## Descripción
Se trata de un árbol o arbusto monoico bajo (3-8 metros), aunque excepcionalmente alcanza los 30 metros de altura. La copa es amplia y redondeada. La oscura corteza adquiere profundas fisuras para formar escamas.
Quercus rugosa es fácil de identificar gracias a sus hojas, que son elíptico-obovadas, de margen entero o a veces aserrado, muy rígidas al madurar y notablemente cóncavas por el envés. El fruto anual (octubre a enero) es una bellota ovoide pequeña (15-25 mm de largo), angosta y puntiaguda.

## Distribución
Quercus rugosa es originaria de Norteamérica. Se distribuye desde Texas y Arizona, en Estados Unidos, hasta la Sierra Madre de Chiapas en Guatemala. Abunda sobre todo en las zonas montañosas del oeste y centro de México, donde crece preferentemente en laderas y barrancas con clima templado subhúmedo, entre los 1800 y los 2800 m s. n. m.
En México se distribuye principalmente a lo largo de la Sierra Madre Occidental, El Altiplano, El Bajío Y los estados del centro.

## Usos
Aunque se ha descrito su idoneidad para reforestar zonas urbanas, es poco usada para este fin debido a su lento crecimiento. En México se usa como leña o para la producción de carbón. La planta es resistente a la tala, reproduciéndose de forma asexual con rebrotes a partir del tocón. Además, puede prepararse una infusión a partir de las bellotas.

## Taxonomía

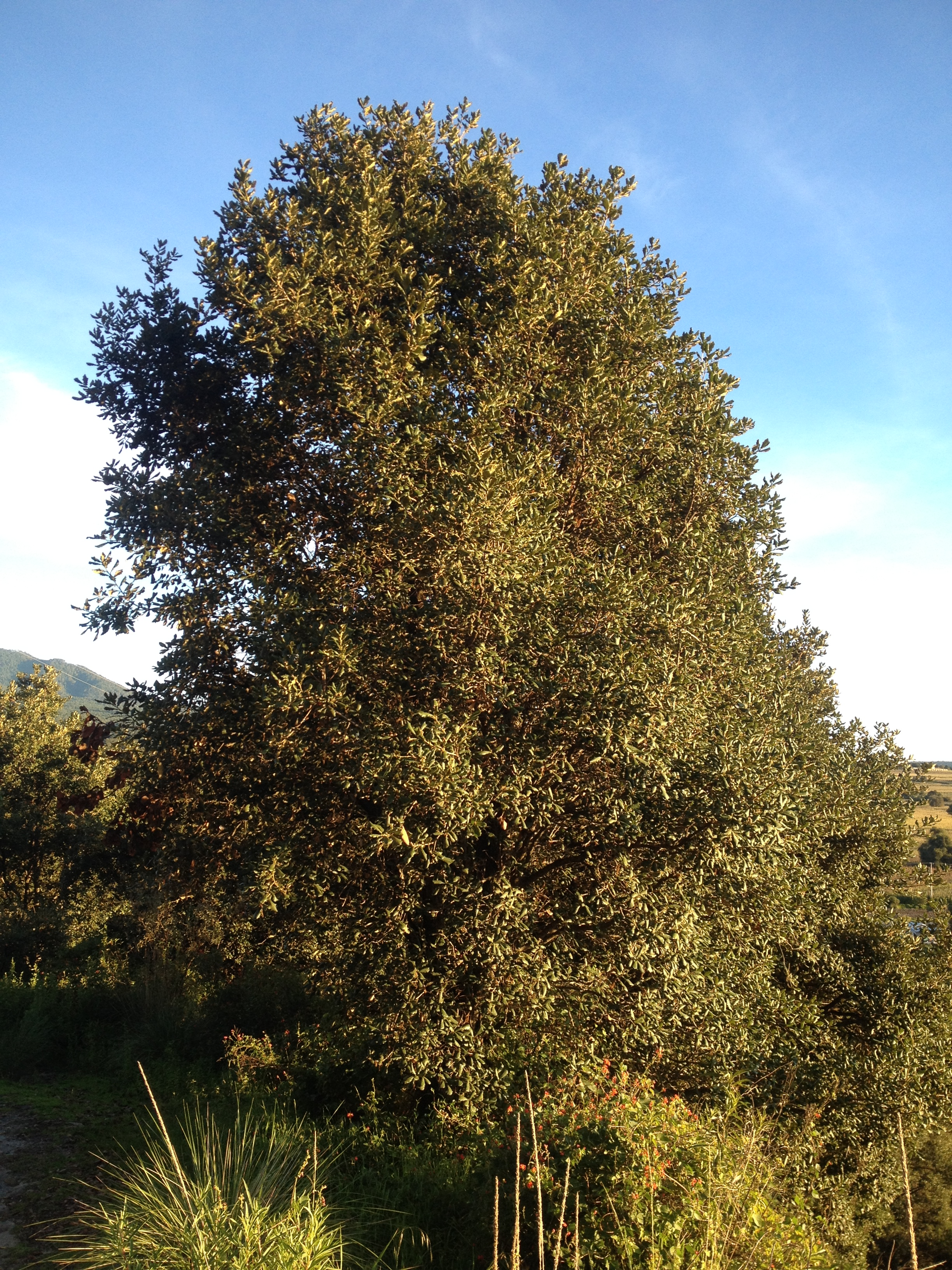
Vista del árbol.

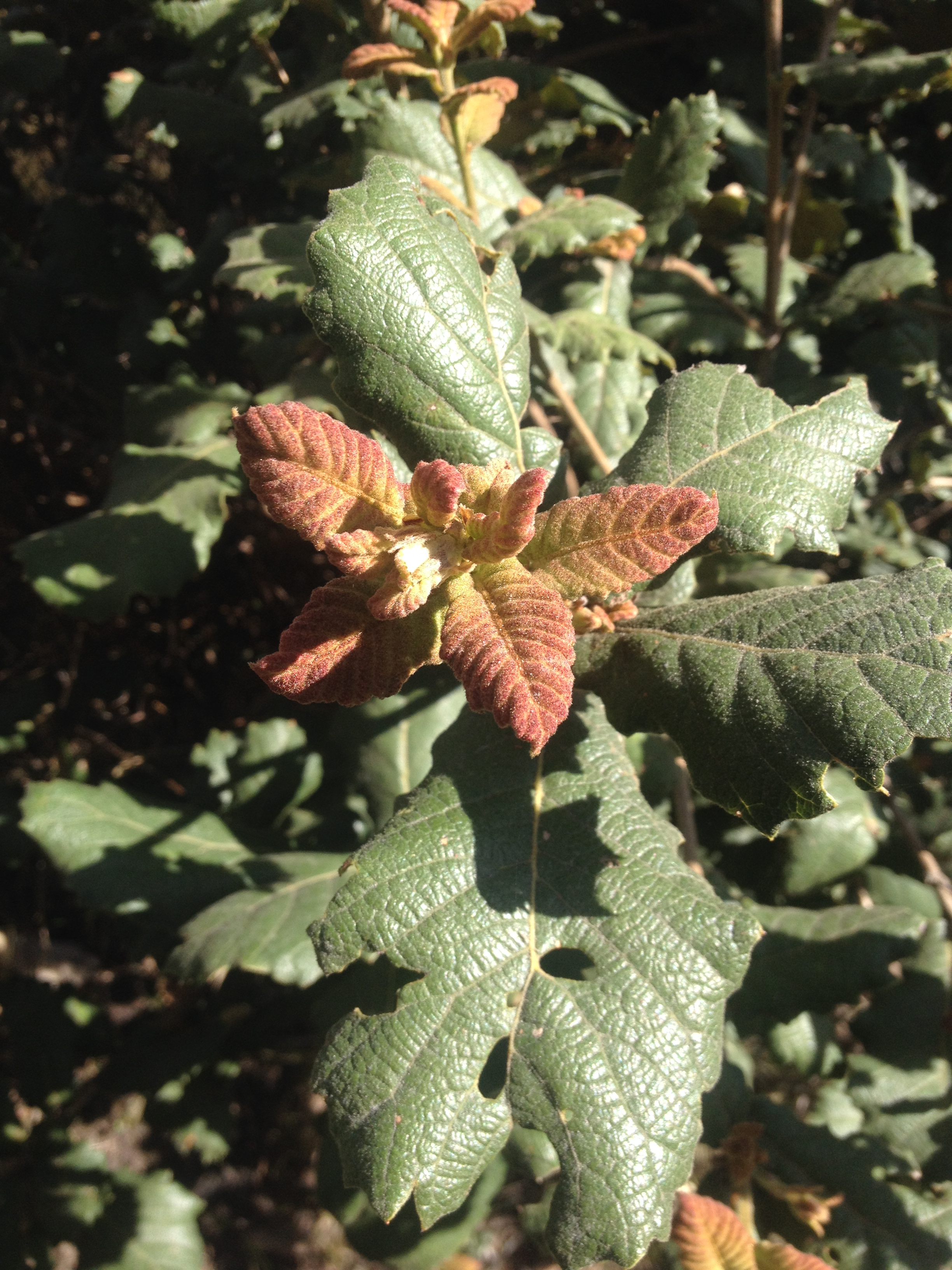
Las hojas jóvenes a menudo son rojas o amarillas y muy peludas.

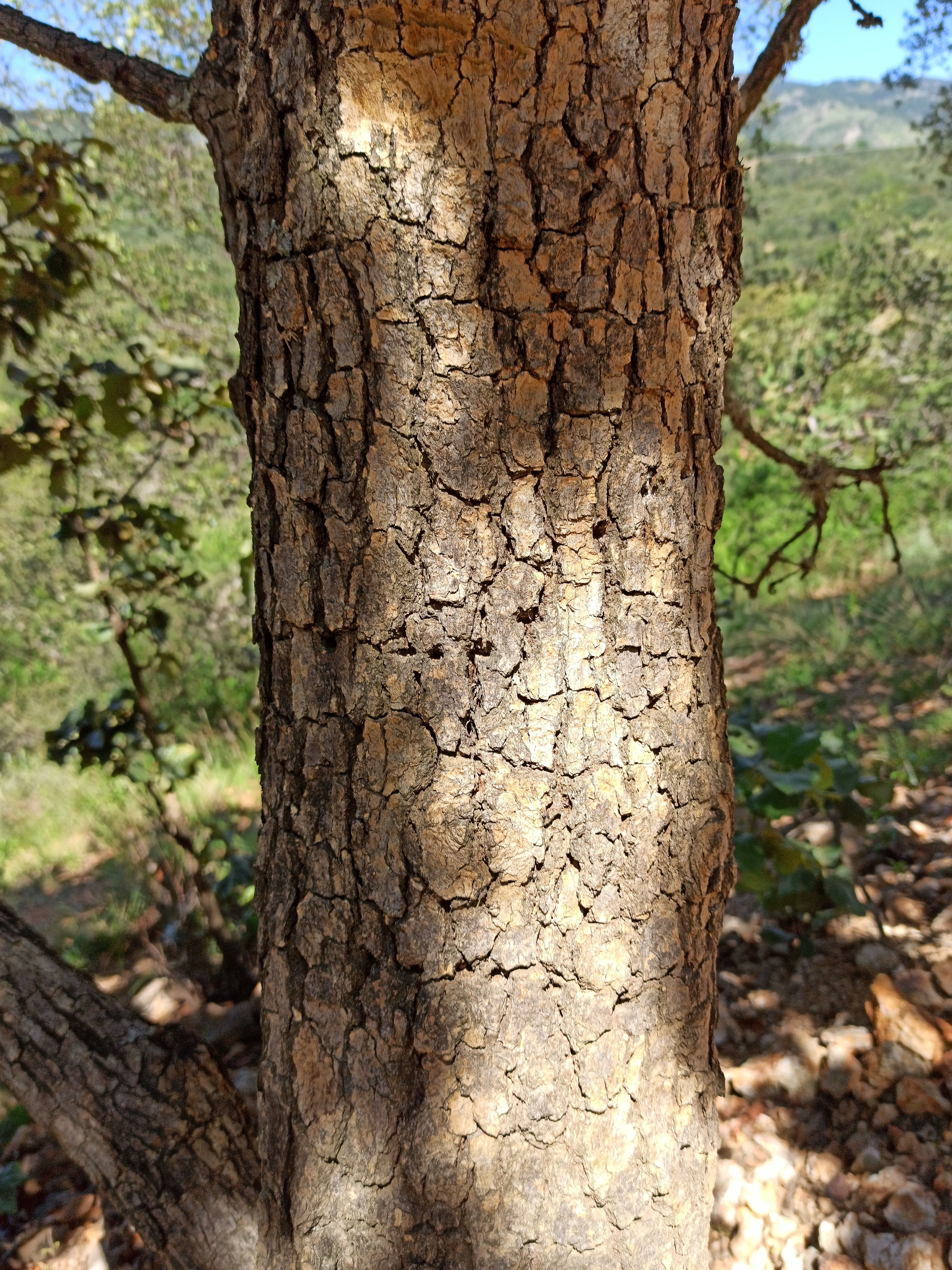
Corteza del tronco.

Quercus rugosa fue descrita en 1801 por Luis Née y publicado en Anales de Ciencias Naturales 3(9): 275.

### Nombres comunes
Encino quiebra hacha, encino roble, encino cuero, encino avellano, encino prieto, encino negro, entre otros.

### Etimología
- Quercus: nombre genérico del latín que designa igualmente al roble, a la encina y al alcornoque
- rugosa: epíteto latino; forma femenina de rugosum, "rugoso"

### Sinonimia
- Quercus ariifolia Trel.
- Quercus conglomerata Trel.
- Quercus decipiens M.Martens & Galeotti
- Quercus diversicolor Trel.
- Quercus diversicolor var. mearnsii Trel.
- Quercus diversicolor var. socorronis Trel.
- Quercus dugesii (Trel.) A.Nelson
- Quercus durangensis Trel.
- Quercus innuncupata Trel.
- Quercus macrophylla var. rugosa (Née) Wenz.
- Quercus purpusii Trel.
- Quercus reticulata Bonpl.
- Quercus reticulata f. applanata (Trel.) A.Camus
- Quercus reticulata f. concava (Trel.) A.Camus
- Quercus reticulata var. conglomerata (Trel.) A.Camus
- Quercus reticulata f. crenata (Trel.) A.Camus
- Quercus reticulata f. dugesii Trel.
- Quercus reticulata f. longa Trel.
- Quercus reticulata subsp. rhodophlebia (Trel.) A.Camus
- Quercus reticulata var. squarrosa Trel.
- uercus rhodophlebia Trel.
- Quercus rhodophlebia f. applanata Trel.
- Quercus rhodophlebia f. concava Trel.
- Quercus rhodophlebia f. crenata Trel.
- Quercus suchiensis E.F.Warb.
- Quercus uhdeana Trel.
- Quercus vellifera Trel.[7][8]